# Koninkrijk Illyrië
Het koninkrijk Illyrië (Duits: Königreich Illyrien; Sloveens: Ilirsko kraljestvo; Italiaans: Regno d'Illiria; Kroatisch: Kraljevina Ilirija) was een kroonland van Oostenrijk van 1816 tot 1849. De hoofdstad was Ljubljana, toen vaker in het Duits Laibach genoemd.
Tot 1797 was het gebied verdeeld tussen de republiek Venetië en Oostenrijk, maar het grootste gedeelte van Venetië kwam bij Oostenrijk, nadat het Frankrijk van Napoleon Venetië was binnengevallen. In 1805 kwam Illyrië echter bij het koninkrijk Italië, dat in feite een Franse vazalstaat was, dit door de nieuwe oorlog tussen Oostenrijk en Frankrijk.
Aansluitend (1809) werd Istrië als provincie ingedeeld bij de Illyrische Provincies, die in 1809 gecreëerd werden, de Illyrische Provincies golden als onderdeel van Frankrijk.
In 1813 werden de Illyrische Provincies opgeheven en kwam het gebied in zijn geheel bij Oostenrijk. Dit gebied werd één speciaal bestuurlijk district tot 1816, toen werd het Oostenrijkse kroonland koninkrijk Illyrië ingesteld, dit bestond tot 1849 en omvatte de gebieden:
- het hertogdom Krain
- het hertogdom Karinthië
- Küstenland

Bij de opheffing van het koninkrijk in 1849 werden deze gebieden zelf kroonland.
Het historisch koninkrijk Illyrië beslaat delen van het huidige Slovenië, Oostenrijk, Kroatië en Italië.
1867–1918

In de Rijksraad vertegenwoordigde koninkrijken en landen (Cisleithanië):
hertogdom Boekovina · koninkrijk Bohemen · koninkrijk Dalmatië · koninkrijk Galicië en Lodomerië · hertogdom Karinthië · hertogdom Krain · Küstenland (vorstelijk graafschap Görz en Gradisca, markgraafschap Istrië, vrije rijksstad Triëst) · markgraafschap Moravië · Neder-Oostenrijk · Opper-Oostenrijk · hertogdom Salzburg · Tsjechisch-Silezië · hertogdom Stiermarken · vorstelijk graafschap Tirol en land Vorarlberg

De landen van de Heilige Hongaarse Stefanskroon (Transleithanië):
Fiume met gebied · koninkrijk Hongarije · koninkrijk Kroatië en Slavonië . Militaire Grens (1867-1882)

Gemeenschappelijk bestuurd: condominium Bosnië en Herzegovina (1878-1918) . Novi Pazar met gebied (1878-1908) . Karpatische passengebied (1918) . bezette zone Tianjin (1901-1917)
Voor of in 1867 opgeheven

koninkrijk Illyrië (tot 1850) · vojvodschap Servië en Temesbanaat (tot 1860) · Koninkrijk Lombardije-Venetië (tot 1866) · grootvorstendom Zevenburgen (tot 1867)